# Йёргенсен, Анкер
Анкер Хенрик Йёргенсен (дат. Anker Henrik Jørgensen, 13 июля 1922 — 20 марта 2016) — датский государственный и политический деятель. Премьер-министр Дании с 5 октября 1972 по 19 декабря 1973 и с 13 февраля 1975 по 10 сентября 1982.

## Юность
Родился 13 июля 1922 года в Копенгагене в семье кучера и уборщицы. В 1924 году умер отец, а в 1928-м мать, оба от туберкулёза, далее воспитывался у сестры отца (работницы табачной фабрики) и её мужа-шофёра.

Образование — 7 классов школы-интерната для сирот и вечерние курсы.

Работал на верфи, был посыльным, нередко был безработным.

После нападения Германии в 1940 году был призван в армию, провёл 6 недель в плену. В годы немецкой оккупации участвовал в движении Сопротивления, в апреле 1945 был ранен. После освобождения страны был в группе, занимавшейся розыском и арестом коллаборационистов и информаторов гестапо.

## Деятельность
С 1947 года стал принимать активное участие в профсоюзной деятельности. В 1950 году становится заместителем председателя в профсоюзе кладовщиков и коммерческих рабочих, и в 1956 году председателем этого профсоюза. В 1960 году стал председателем профсоюза неквалифицированных рабочих.
В 1961 году был избран в городской совет Копенгагена в качестве члена Социал-демократической партии. В 1964 году он покинул совет, поскольку был избран в парламент Дании. В партии он занял место в её левом крыле.
Являлся председателем Социал-демократической партии (СДПД) с 1972 по 1987, на этом посту его сменил Свен Ауген.

## Премьер-министр
В 1972 году, по-прежнему будучи председателем профсоюза неквалифицированных рабочих, неожиданно был назначен премьер-министром Дании, когда тогдашний премьер-министр, Йенс Отто Краг, завершил политическую карьеру на следующий день после референдума о вступлении Дании в Европейское сообщество. Именно Краг лично выбрал Анкера Йёргенсена своим преемником на посту премьер-министра и председателя партии.
После поражения на парламентских выборах в декабре 1973 года ушёл с должности премьер-министра. После победы СДПД на выборах в феврале 1975 года вновь стал премьер-министром, сохранил этот пост после парламентских выборов в 1977, 1979 и 1981 годах (то есть возглавлял 5 правительств страны). 3 сентября 1982 года добровольно ушёл в отставку после неудачной попытки добиться увеличения налогов и сокращения расходов в стране, признав, что ему не удалось решить нарастающие проблемы датской экономики, хотя он пытался осуществить изменение налоговой политики. Его сменил лидер Консервативной Народной партии Поуль Шлютер.
На его правление наложил отпечаток экономический кризис. Два нефтяных кризиса (1973 и 1979 годов) и последующий экономический спад привели, среди прочего, к растущей безработице, хотя полную занятость он считал приоритетной целью развития страны, отказываясь от реформ на рынке труда. В то же время государственные расходы продолжали расти, следствием чего стал дефицит государственного бюджета. Дефицит был покрыт внешними займами. Состояние датской экономики становилось всё хуже. Датский министр финансов Кнут Хейнесен в 1979 году заявил, что Дания «идёт к краю пропасти». Вместе с тем в 1981 году экспорт Дании впервые за четверть века превысил импорт, обеспечив положительное сальдо торгового баланса, а конкурентоспособность датских товаров заметно выросла.
Провёл реформаторские законы — в области образования, пенсионный, страховой, трудовой и по гарантированию улучшения жилищных условий.
В течение двух месяцев в 1978 году занимал пост министра иностранных дел.

Подвергался критике со стороны США и НАТО, поскольку являлся противником военных действий Вашингтона во Вьетнаме, а также пытался наладить дипломатические отношения с ГДР, поддерживал Организацию освобождения Палестины (ООП).

В 1986 и 1991 годах возглавлял Северный совет.

После его визита в Ирак и встречи с Саддамом Хуссейном в 1992 году были освобождены датчане, находившиеся в иракских тюрьмах.

Оставался депутатом парламента до 1994 года.
Будучи премьер-министром, продолжал жить в своей квартире в рабочем квартале Копенгагена. В этой квартире принимал в гости ряд глав государств. В 2008 году переехал в обычный дом престарелых, где и умер в 2016 году.
Имел прозвище «Jern-Anker» (Железный якорь). Написал несколько мемуарных книг.
Старейший премьер-министр Дании

## Семья
Анкер Йёргенсен был женат в течение 49 лет, имел четверых детей — сыновей Петера и Ларса, дочерей Метте и Кирстен.